# Leo der Große

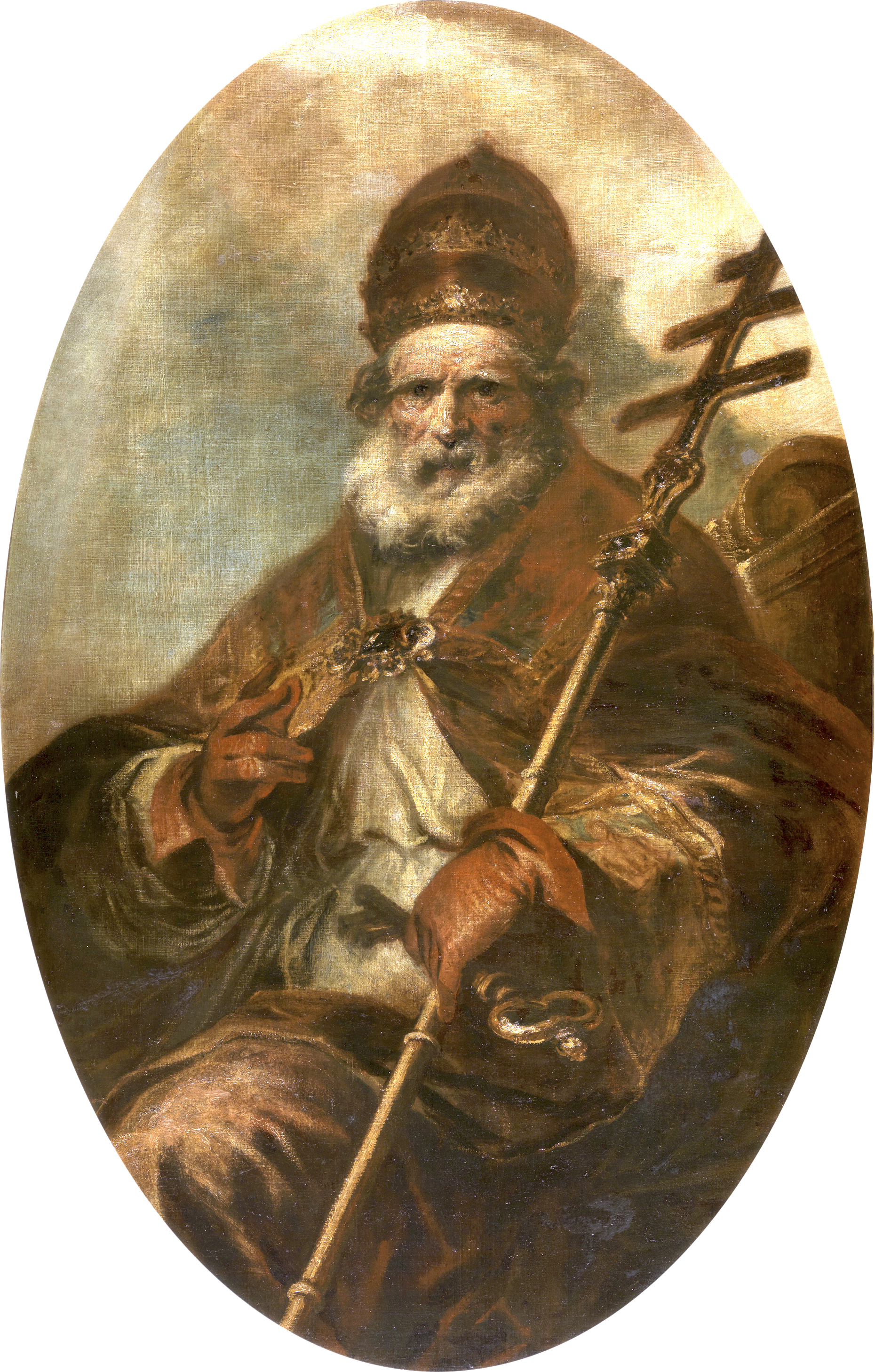
Leo der Große dargestellt von Francisco de Herrera dem Jüngeren (1622–1685), Gemälde befindet sich heute im Museo del Prado, Madrid.

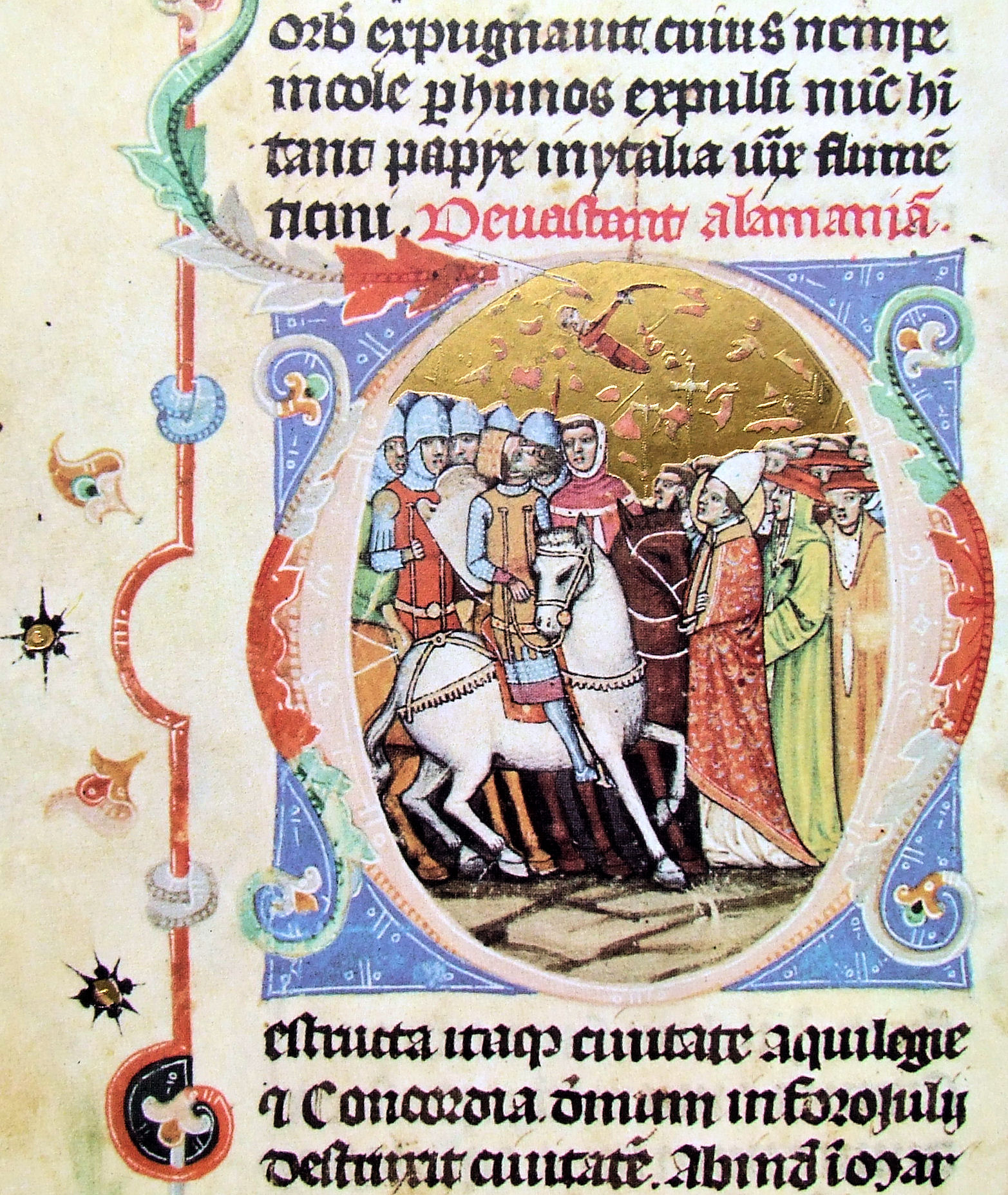
Leo I. mit Attila (Buchmalerei des 14. Jahrhunderts)

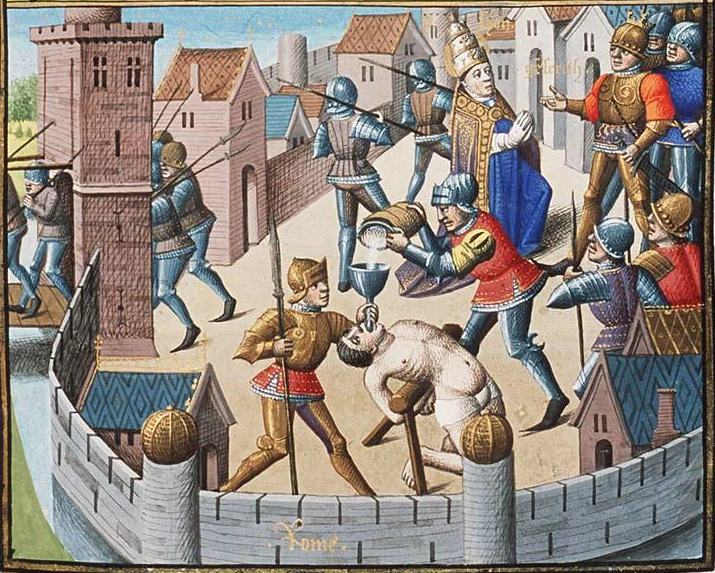
Papst Leo I. überredet den Vandalenkönig Geiserich, bei der Plünderung Roms schonender vorzugehen.

Leo der Große (als Papst Leo I.; * um 400 entweder in Rom oder – nach dem Liber Pontificalis – in der Toskana; † 10. November 461) war vom 29. September 440 bis zu seinem Tode Bischof von Rom. Er verteidigte die Lehre der katholischen Kirche, insbesondere während des Konzils von Chalcedon (451), indem er die Monophysiten und Pelagianer bekämpfte.

## Leben
Erstmals erwähnt wurde er wahrscheinlich in einem Brief des heiligen Augustinus, der von einem Akolythen Leo spricht. Gesichert ist sein Wirken als Diakon unter den römischen Päpsten Coelestin I. und Sixtus III. In diesem Amt war er bei der Lösung verschiedener kirchlicher und staatspolitischer Probleme behilflich, was ihm einen guten Ruf im Klerus und bei der Bevölkerung Roms einbrachte.

### Pontifikat
Leo I. war der bedeutendste römische Bischof des 5. Jahrhunderts. In seiner Zeit stand der römische Primatsanspruch auf seinem ersten Höhepunkt. Leo I. griff den römischen Titel des Pontifex auf, den auch Caesar sowie Augustus und andere Kaiser als oberste Amtsträger des römischen Religionswesens führten, verwendete ihn aber nicht exklusiv für sich als römischer Bischof, sondern sprach von Christus als dem wahren, obersten Pontifex bzw. benutzte den Begriff als Synonym für Bischöfe (vgl. v. a. tr. 5,3). Prosper von Aquitanien dagegen bezeichnete Leo schon zu dessen Lebzeiten als „papa“ und „summus sacerdos“ (oberster Priester) (Chronik a. 452). Die Übertragung des Pontifex-Maximus-Titels vom Kaiser auf den Papst ist nicht Leos Werk, aber seine Lehre über das Petrusamt und seine Praxis als Papst liefern dafür wichtige Grundlagen. Leo griff in viele kirchliche Angelegenheiten in Italien, aber auch in Gallien, Spanien und Griechenland ein. Auf dem Konzil von Chalkedon wurde Rom nur ein gewisser Vorrang vor den anderen großen Bischofssitzen im Osten (Alexandria, Antiochia, Jerusalem und Konstantinopel) eingeräumt. Wichtiger war freilich der theologische Beitrag Leos durch sein großes Lehrschreiben, den sogenannten Tomus (ep. 28).
Leo äußerte sich vielfach zu theologischen Streitfragen, er bekämpfte durch Exkommunikation und Amtsenthebungen verschiedene konkurrierende Lehren innerhalb des Christentums, wie den Monophysitismus und den Pelagianismus. Leo setzte im Westen den auf vermeintliche Privilegien pochenden Hilarius von Arles (401–449) als Metropolit von Arles ab, erreichte von Valentinian III. die Anerkennung des Primats von Rom, als dieser die Dekretalen mit den Reichsgesetzen gleichstellte, und verwarf den Anspruch Konstantinopels auf Gleichrangigkeit mit Rom (451). Als Rom im Jahr 452 von den Hunnen unter Attila bedroht wurde, stellte sich Leo vor Mantua dem Hunnenkönig entgegen und verhinderte (so zumindest manche Quellen) wahrscheinlich durch die Zahlung eines hohen Geldbetrags ein Vordringen der Hunnen in Richtung Rom. Allerdings befand sich Attila faktisch bereits auf dem Rückzug und keineswegs auf dem Weg nach Rom, so dass manche der Berichte die Rolle Leos wohl eher übertrieben hervorheben. Die genauen Hintergründe dieser Gesandtschaft sind in der Forschung umstritten, zumal ihr auch hochrangige kaiserliche Beamte angehörten (so der Stadtpräfekt Trigetius und Gennadius Avienus, Konsul von 450) und Leo somit offenbar keineswegs allein handelte. Drei Jahre später hielt Leo den Vandalenkönig Geiserich von einem allzu gewaltsamen Vorgehen bei der Plünderung Roms ab.
Irreführend ist die oft in der Literatur und vor allem im Internet zu findende Aussage, Leo habe 450 für das Papsttum die neue (zusätzliche) päpstliche Titulatur Patriarcha Occidentis („Patriarch des Abendlandes“) eingeführt. Es handelt sich vielmehr um eine Fremdbezeichnung, die Kaiser Theodosius II. in einem Brief an Leo gebrauchte; es gibt keine Belege, dass Leo den Titel selbst geführt hat. Papst Benedikt XVI. hat den später geläufigen Titel ab 2006 nicht mehr geführt, Papst Franziskus hat ihn 2024 dagegen wieder angenommen.

### Nachleben
Im Jahre 1754 wurde Leo I. von Papst Benedikt XIV. zum Kirchenlehrer ernannt, nachdem die Gebrüder Ballerini im Auftrag desselben Papstes eine bis heute maßgebliche Ausgabe der Werke Leos erstellt hatten.
Unter Leos Schriften befinden sich 97 Predigten, die wichtige dogmatische Fragen thematisieren. Seine zahlreichen Briefe (ca. 146 echte) geben Aufschluss über kirchengeschichtliche Fragen der Zeit, nicht zuletzt über die Vorbereitung, Durchführung und Rezeption des Konzils von Chalcedon, der größten und wichtigsten Bischofsversammlung der Antike.

### Theologie
Leos Theologie beschäftigte sich vor allem mit der Frage nach der Person Christi und seiner Mittlerschaft. Dies hing mit dem Konzil von Chalcedon zusammen, an dem im Auftrag Leos einige römische Legaten teilnahmen und dessen christologische Formel Leo in seinem Tomus ad Flavianum von 449 entscheidend vorbereitet hatte. In der Folge nahm Leo über viele Briefe an Bischöfe und Mitglieder der Kaiserfamilie großen Einfluss auf die Durchsetzung und Rezeption des Glaubens von Chalcedon, auch im Osten des römischen Reiches. Sein Anliegen war dabei, die wahre Gottheit und die wahre Menschheit des einen Christus gegen häretische Einseitigkeiten zu verteidigen. Auch in vielen Predigten griff er dieses Thema auf und vertiefte die eigenen Auffassungen dabei über die Jahre. Ein zentrales Motiv war bei Leo die Gegenwart Christi in der Kirche, näher in der Verkündigung des Glaubens (Schrift und Tradition und ihre Auslegung), in der Liturgie (Sakramente und Feste), im Leben der organisierten Kirche und des einzelnen Gläubigen, insbesondere auf dem Konzil.
Leo leistete einen der bedeutendsten Beiträge zur Entwicklung der Lehre vom Papsttum, geprägt von persönlicher Petrusfrömmigkeit und von der Verehrung für den Apostel im Rom des 5. Jahrhunderts. Die eigene Beziehung zu Petrus wurde u. a. mit Begriffen des römischen Rechts beleuchtet. Leo betrachtete und bezeichnete sich als (unwürdiger) Erbe und Stellvertreter Petri, der dessen apostolische Vollmacht innehatte und auf sein Vorbild verpflichtet war. Petrus stand ihm mit seinem Anspruch gegenüber, andererseits machte Leo den Apostel gegenwärtig, da er dessen Autorität vertrat. Immer aber blieb Christus die Quelle aller Gnade und aller Vollmacht, und Leo war ihm gegenüber für seine Amtsführung verantwortlich (vgl. tr. 1). Petrus war für Leo das Vorbild der Beziehung zu Christus. Von der einzigartigen Beziehung zwischen Christus und Petrus war das Amt des römischen Bischofs mit seiner gesamtkirchlichen Bedeutung getragen, auch wenn diese Beziehung an sich einzigartig war und Leo gerade den Beistand und das Vorbild des Petrus brauchte, um das Amt des römischen Bischofs angemessen ausüben zu können.

## Gedenktage
- katholisch: 10. November (gebotener Gedenktag)
- evangelisch: 10. November[2]
- anglikanisch: 10. November[3]
- orthodox: 18. Februar[4]

Attribut: Drache. Er ist Patron der Sänger, Musiker und Organisten.

### Editionen
- Pietro Ballerini, Girolamo Ballerini (Hrsg.): Sancti Leonis Magni Romani pontificis opera, 3 Bde., Venedig 1753–57; Nachdruck in PL 54–56, hg. von Jacques-Paul Migne, Paris 1846 u.ö.
  - Pietro Ballerini, Girolamo Ballerini: Sancti Leonis Magni Romani Pontificis Opera [...] Tomus primus. Venedig 1753 (digitale-sammlungen.de [abgerufen am 11. Juli 2022]).  (Digitalisat von PL 54)
  - Pietro Ballerini, Girolamo Ballerini: Sancti Leonis Magni Romani Pontificis Opera [...] Tomus secundus. Venedig 1756 (digitale-sammlungen.de [abgerufen am 11. Juli 2022]). (Digitalisat von PL 55)
  - Pietro Ballerini, Girolamo Ballerini: Appendix ad Sancti Leonis Magni opera [...] Tomus tertius. Venedig 1757 (archive.org [abgerufen am 10. Juli 2022]). (Digitalisat von PL 56)

### Übersetzungen
- Leo der Grosse: Sämtliche Sermonen. Aus dem Lateinischen übersetzt und mit Einleitung und Inhaltsangaben versehen von Dr. Theodor Steege (= Bibliothek der Kirchenväter, 1. Reihe. Band 54/55). Kösel, München 1927 (unifr.ch [abgerufen am 15. Juli 2022]).
- Leo der Grosse: Die (echten) Briefe. Zusammengestellt, übersetzt, mit Einleitungen und Anmerkungen versehen von Severin Wenzlowski. In: Die Briefe der Päpste und die an sie gerichteten Schreiben. Band 4: Linus bis Pelagius II. (vom Jahre 67—590). (= Bibliothek der Kirchenväter, 1. Reihe. Band 51). Kösel, Kempten 1878, S. 13–365 (unifr.ch [abgerufen am 15. Juli 2022]).
- Leo der Große: Die Passion. Übertragen von M. Theresia Breme. Hegner-Verlag, Leipzig 1936.
- Leo I: Letters, Translated by E. Hunt (= The Fathers of the Church. Band 34). New York 1957 (proquest.com [abgerufen am 22. Mai 2022]).